# Lycorma delicatula
La mosca linterna manchada o mosca linterna con manchas (Lycorma delicatula), es una especie de hemíptero de la familia Fulgoridae originaria de China y de sureste asiático. Es una Especie invasora en Japón, Corea del sur y los Estados Unidos.
La mosca linterna con manchas representa una importante plaga invasora de muchos cultivos comerciales. Su hospedero preferido es el árbol del cielo (Ailanthus altissima), pero esta plaga se ha detectado en otras plantas que sirven de hospederas, entre las que se incluyen manzanas, ciruelas, cerezas, peras, nectarinas, duraznos, almendras y pinos. También se alimenta de los robles, nogales, álamos, uvas, albaricoques, Lúpulo, sauces y sicomoros. Se sabe que este insecto saltador se alimenta de al menos 70 especies de plantas de las cuales, por lo menos 40, son conocidas en Norteamérica. El insecto cambia de hospedero a medida que atraviesa sus etapas de desarrollo. Las ninfas se alimentan de una gran variedad de especies de plantas, mientras que los adultos prefieren alimentarse y ovipositar solamente en los árboles del cielo. Las moscas linternas perforan y succionan la savia de la planta y excretan grandes cantidades de rocío de miel. Sobre el rocío de miel crece un moho llamado fumagina.

## Distribución
La mosca linterna con manchas proviene del norte de China, pero también se le encuentra en India, Japón, Corea del Sur y Vietnam. La primera vez que el insecto fue detectado en los Estados Unidos en el condado de Berks, en Pensilvania en septiembre de 2014. Desde ése tiempo, se dispersó en varios estados por todo el noroeste del país

## Descripción
Las moscas linterna con manchas adultas miden aproximadamente 25mm (1 pulgada)
de largo y 12mm (1⁄2 pulgada) de ancho y poseen alas grandes y vistosas. Sus alas anteriores son de color marrón claro con manchas negras adelante y una banda
de lunares atrás. Las alas traseras son de color escarlata con manchas negras adelante y franjas negras y blancas atrás. Su abdomen es amarillo con franjas negras. Las ninfas en sus primeras etapas de desarrollo son negras con manchas blancas y cambian a rojo antes de convertirse en adultas. Las masas de huevos son de color marrón amarillento y tienen un recubrimiento ceroso gris antes de la eclosión. Cada hembra produce una o dos masas de 30 a 50 huevecillos. Los huevecillos, parecidos a semillas, son puestos en líneas múltiples sucesivas y cubiertos con una sustancia cerosa entre amarilla y marrón. Las ninfas en sus primeras tres etapa de desarrollo son negras con manchas blancas y no tienen alas. En la cuarta etapa son rojas y negras con puntos blancos y tienen alas pequeñas.

## Galería

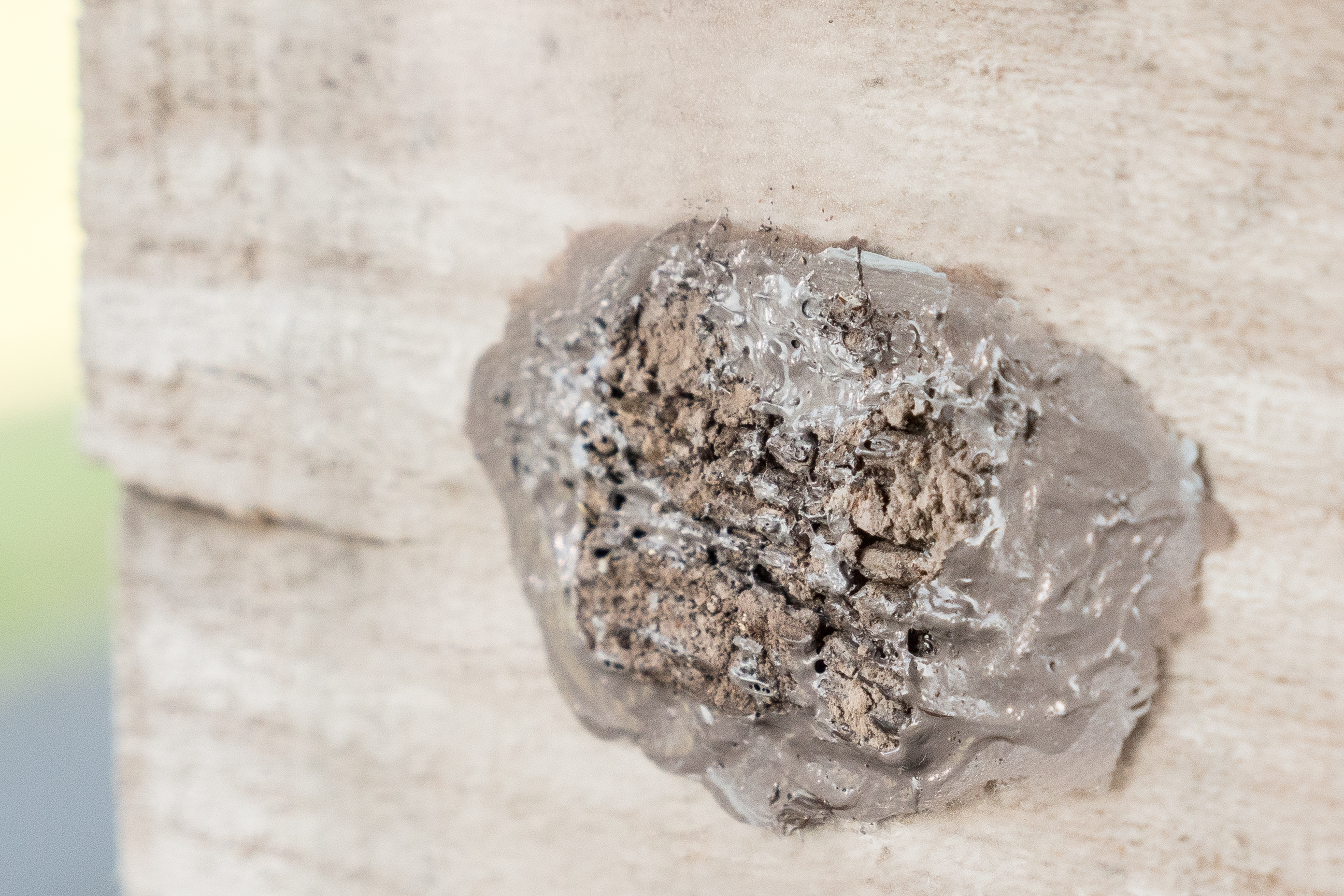
Huevos
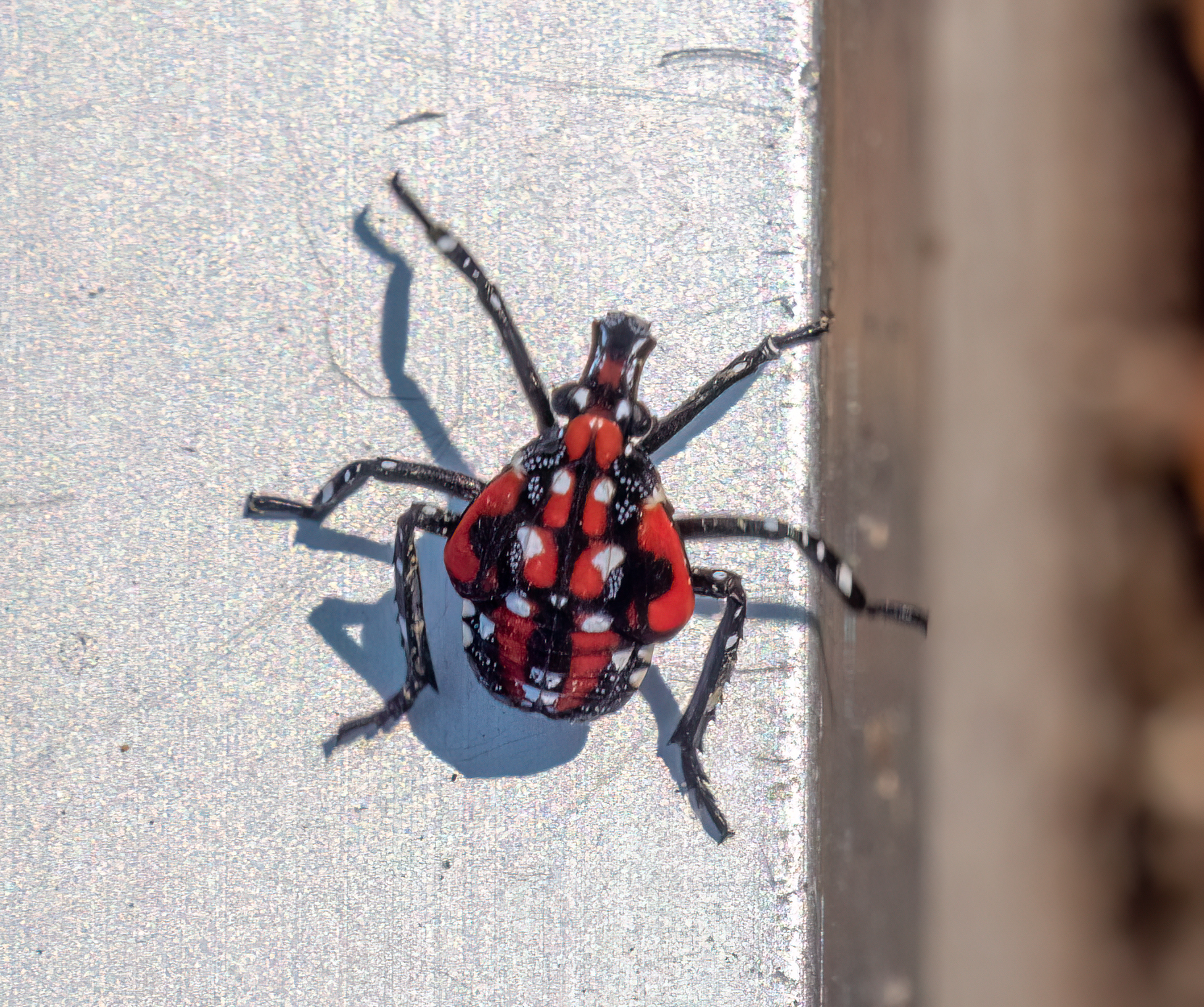
Ninfa;Tercer estadio
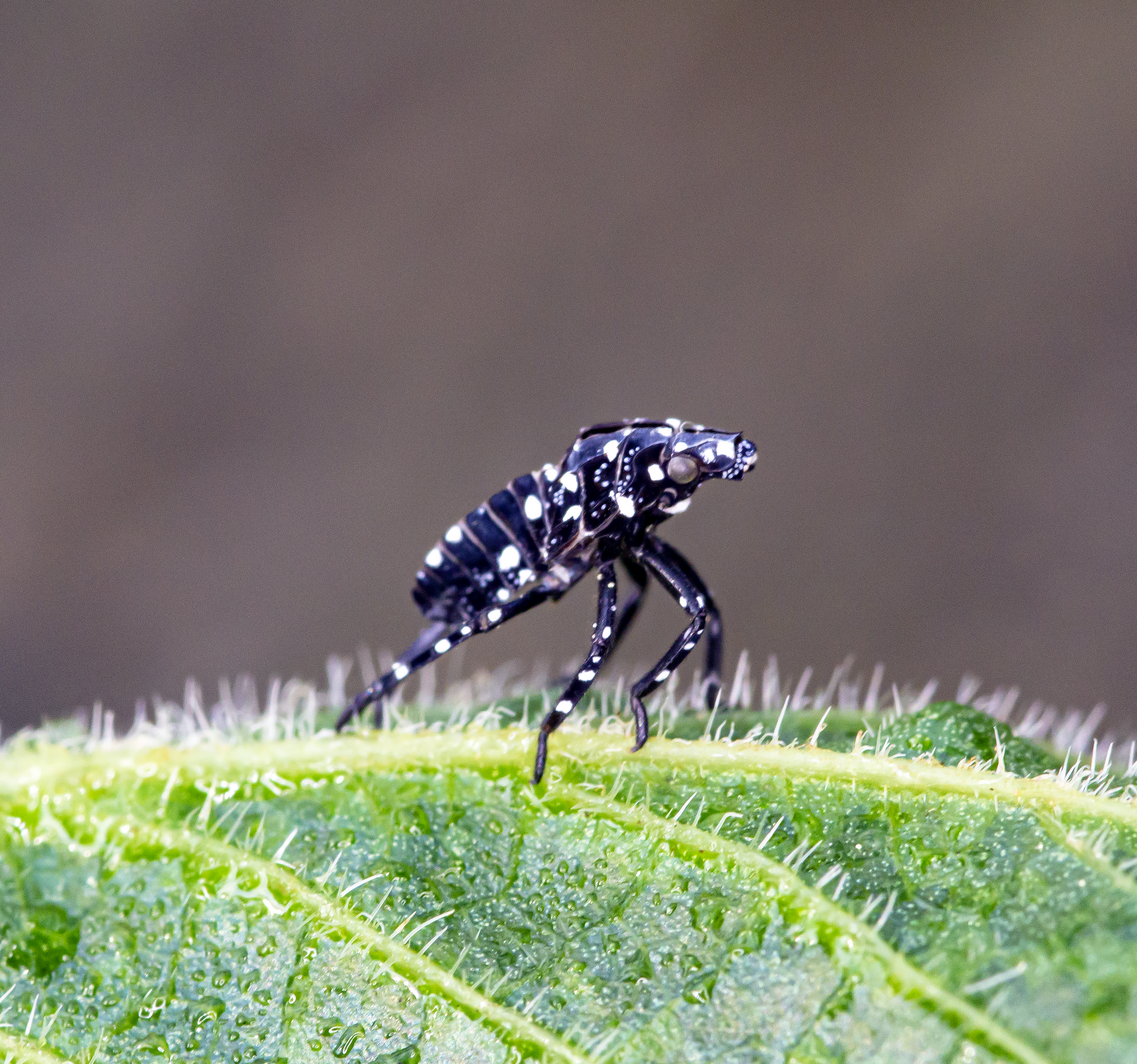
Cuarto estadio
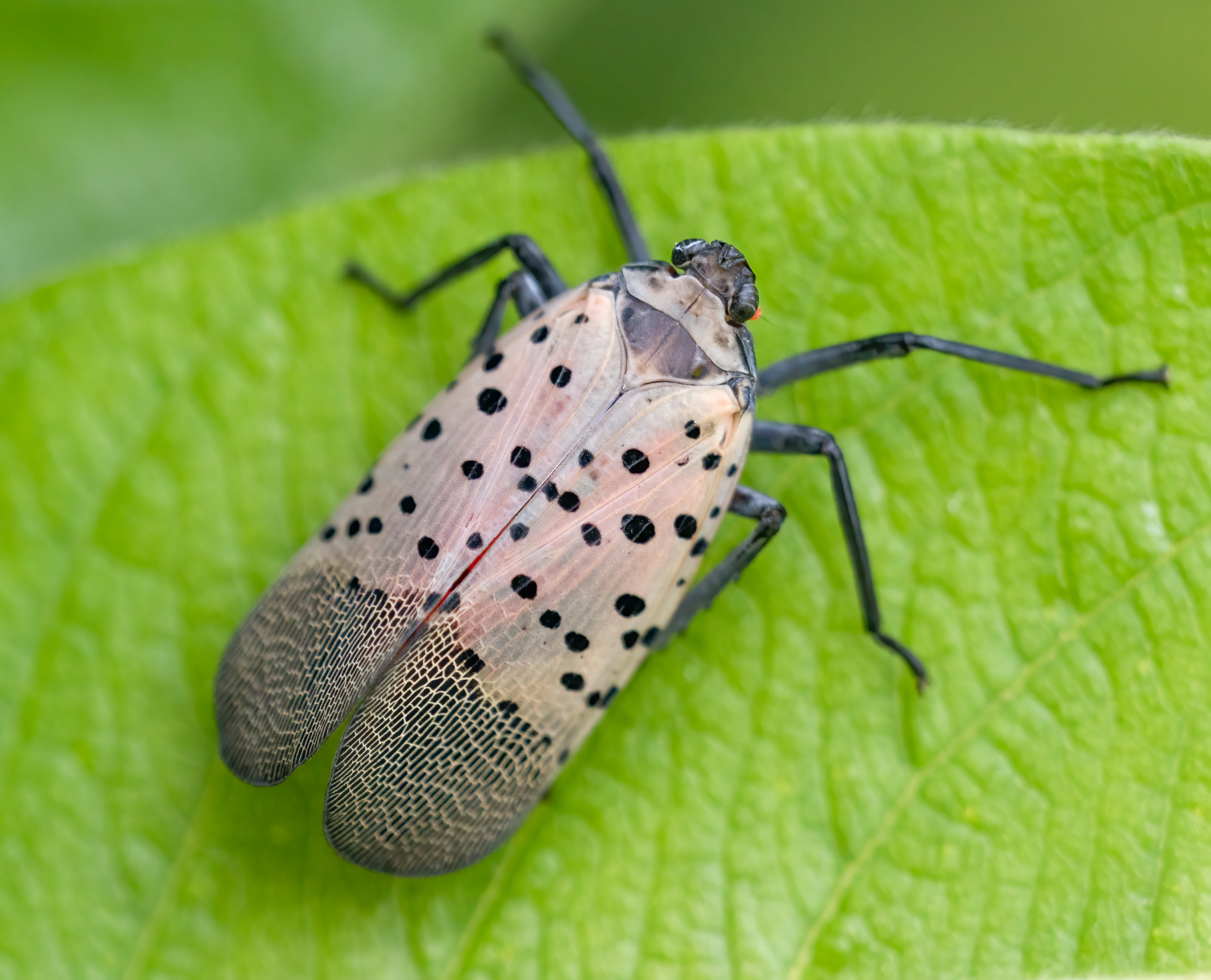
Adulto
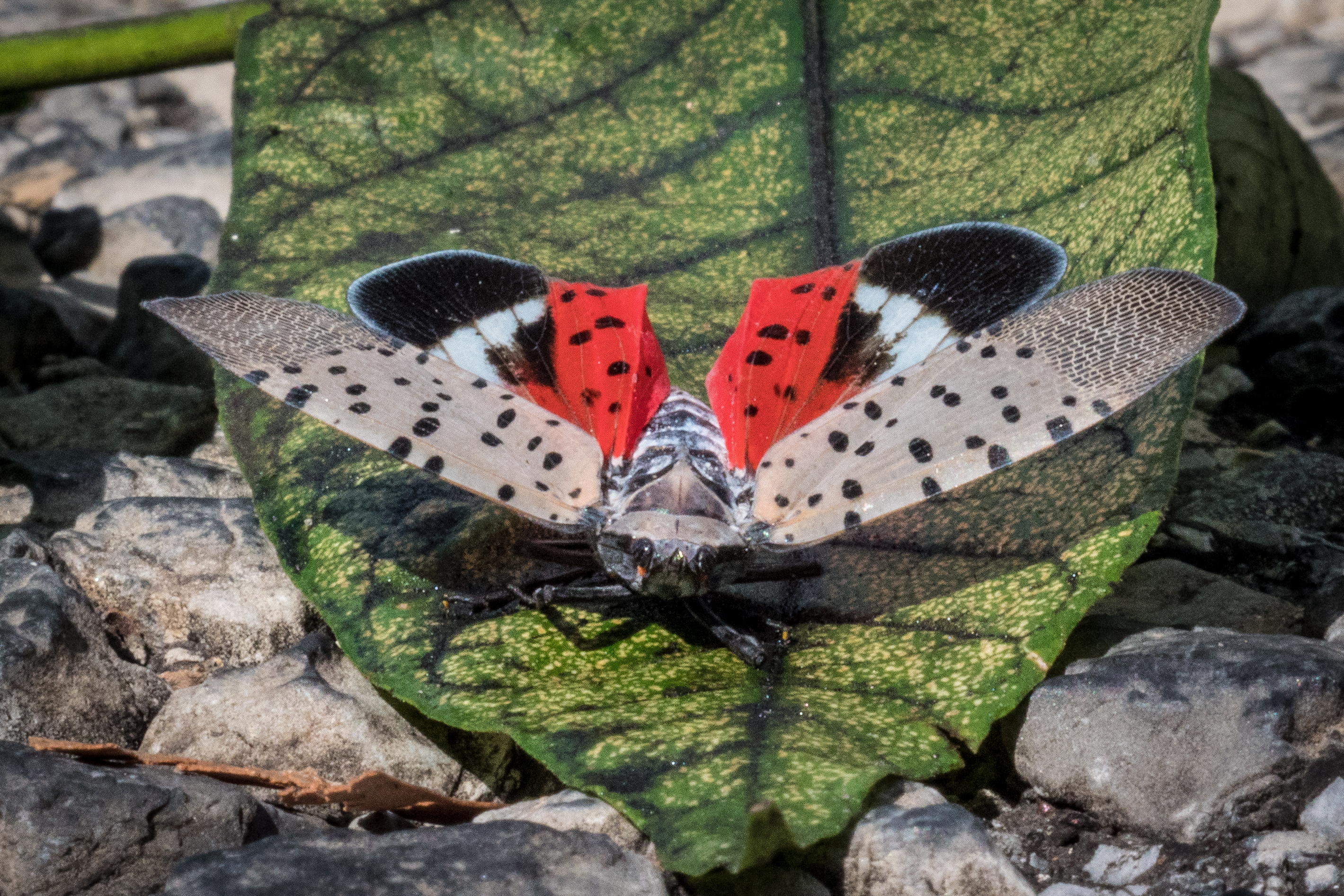
Adulto; con alas